# 张小泉剪刀

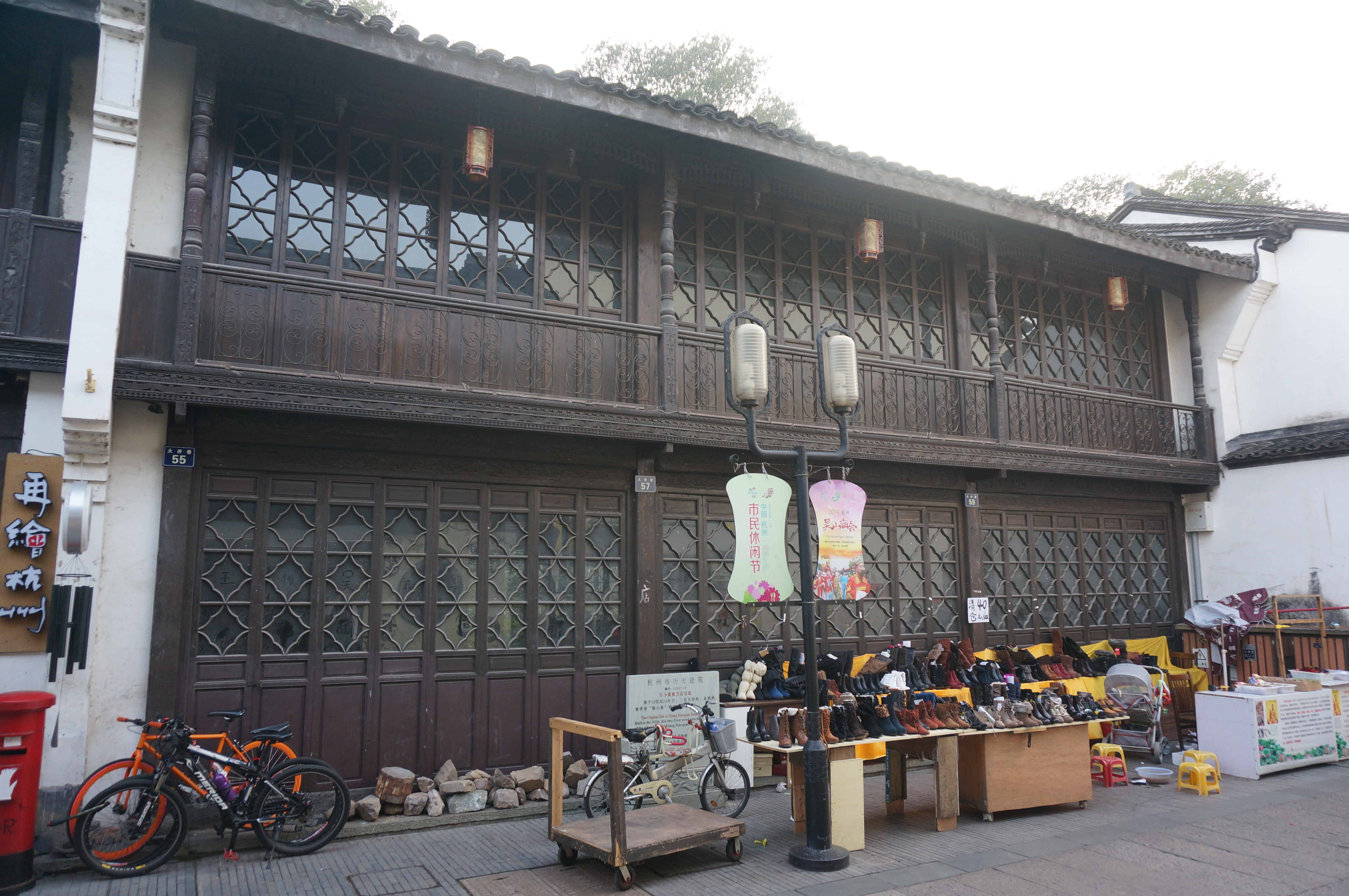
张小泉剪刀店旧址

张小泉剪刀是一个创始于杭州的剪刀品牌，现存杭州张小泉和上海张小泉等多家公司，上海张小泉和杭州张小泉都是中华老字号，“张小泉牌”驰名商标属杭州张小泉，而上海张小泉则持有“泉字牌”商标。创始人张小泉为明末安徽黟县会昌乡人。

## 简介
张小泉剪刀至今有400多年历史，在中国剪刀史上很有名，有“北有王麻子，中有曹正兴，南有张小泉”之说。相较于1840年创立的曹正兴和1651年创立的王麻子，首创于1580年的张小泉资格最老。安徽黟县会昌乡人张思家在芜湖学得精制剪刀的手艺，后回乡开设张大隆剪刀店；其子张小泉师承其父制作剪刀，并帮助打理其父所开店铺。后因战乱，张大隆剪刀店关闭，张小泉携子张近高举家逃往杭州避乱，定居当时杭州最繁华的城隍山脚下的大井巷内。为谋生，张家于1580年在杭州大井巷搭棚垒灶，开店销售其自制剪刀，其店名为张大隆剪刀铺，志在恢复先前因战乱而在故乡被迫关闭的店。因张大隆所制剪刀打磨工艺精细，经久耐用，逐渐远近驰名。但张小泉品牌却是在近半个世纪后于崇祯元年(1628年)，张大隆以其杭州创始人之名为商标，才正式形成的。至康熙二年(1663年)时，张大隆也易名为张小泉近记，其含有杭州店面创始人之本名的店名沿用至今。
1915年，在美国巴拿马万国博览会上，张小泉剪刀获得了银质奖。1929年，在首届“西湖博览会”上，张小泉剪刀获得了特等奖的最高荣誉特等奖。至1949年初，张小泉难以为继，以黄金190两的代价让人顶租其位于杭州大井巷18号的老店房产，生产也近完全停滞。为恢复生产，当地政府于1953年相继组织成立了5个张小泉制剪合作社，并于1954年一起迁至杭州海月桥集中生产；1955年，5社合并为杭州张小泉制剪合作社。1956年，在毛泽东主席的指示下，国家拨款40万元，加上地方自筹20万元，筹建了杭州张小泉剪刀厂，厂址移至杭州大关路33号。
1991年，张小泉被中华人民共和国国内贸易部认定为第一批中华老字号。1997年，张小泉被评为中国驰名商标。2000年，通过转制成立杭州张小泉集团有限公司。2002年，获原产地注册保护。2006年，国家商务部发布 《中华老字号认定规范》后，张小泉又成为重新认定的首批中华老字号品牌。2006年5月20日，张小泉剪刀锻制技艺经国务院批准列入第一批国家级非物质文化遗产名录。2007年6月5日，文化部确定杭州市的施金水、徐祖兴为该文化遗产项目代表性传承人。
传统手工锻造工艺共有72道工序，剪刀的特点是“剪切锋利、开合和顺、手感轻松”。清乾隆时，张小泉已传至第三代张树庭，其产品此时已成贡品作为宫廷用剪。至同治年间，“张小泉”剪刀已被公认为驰名地方产品，作为“杭剪”的惟一品牌，与当时颇负盛名的 “杭扇”、“杭线”、“杭粉”、“杭烟”并称为杭州“五杭”。目前杭州张小泉剪刀厂最大的园艺剪有36寸长，七斤多重；最小的旅行剪只有1寸长，可放入火柴盒内。可在杭州各大商场购买到该品牌剪刀。

## 争议
广州一名消费者用张小泉菜刀拍蒜，不料竟把刀拍裂了。带着疑惑，她向张小泉菜刀售后客服咨询，却得到了“菜刀不能拍蒜”的答复。随后，该消费者将经历在网上发出，引发全网热议。
2022年7月，张小泉董事兼总经理夏乾良在接受媒体采访时说：“你学了几十年的切菜是错的，所有的米其林厨师都不是这样切的。为什么米其林厨师切的肉片更薄，切的黄瓜片更透明，是因为他前面有个支点。”

## 公司
现存杭州张小泉（张小泉股份有限公司）和上海张小泉（上海张小泉刀剪总店有限公司）等多家公司。杭州张小泉在1964年注册“张小泉牌”商标，1997年获得“张小泉牌”驰名商标认证，1999年状告上海张小泉侵权。但后者认为上海张小泉自1956年就开始使用“张小泉”商标，比杭州张小泉注册时间更早，是1950年上海数十家张小泉商店合并而成的，更在1993年成为中华老字号。2004年，杭州张小泉终审败诉。